# 10558 Карлстад
10558 Карлстад (10558 Karlstad) — астероїд головного поясу, відкритий 15 вересня 1993 року.
Тіссеранів параметр щодо Юпітера — 3,544.